# 雌蕊
雌蕊（雌蘂、しずい、英: Pistil）は、被子植物の花（両性花または雌花）に1個または複数ある雌性生殖器官で、一般には「めしべ」と呼ばれる。雌性配偶体である胚嚢をその内部に保護し、雄性配偶体である花粉を受け入れて、両者が形成する配偶子の間で受粉が成立するためのなかだちをする機能を持つ。また、その内部で種子が発育した後には、その周囲に形成される果実の原器となる。
花の中に1個または複数ある（複数ある場合は全体をまとめて雌器：Gynoeciumともいう）。雌蕊を構成している、葉に相同の単位を心皮（しんぴ,英: Carpel）といい、1個の雌蕊は1個（離生心皮）または複数の心皮（合生心皮：この場合は花には1個の雌蕊しかない）からなる。心皮はシダ植物や裸子植物の大胞子葉に相当する。

## 形態

花の構造; Stigma:柱頭、Style:花柱、Ovary:子房、Ovule:卵（種子）

雌蕊は基部から先端に向かって次のように分けられる：
- 子房（しぼう,英: ovary）は花柱の下にあるふくれた部分で、胚珠（受精したのちに種子となる）を含む。受精後、発育して果実となる。
- 花柱（かちゅう,英: style）は柱頭と子房をつなぐ細長い部分で、花粉管を胚珠まで伸長させる通路がある。
- 柱頭（ちゅうとう,英: stigma）は先端の部分にあり、表皮がなく、花粉を受け取るために特化した器官である。ふつう粘着性がある。花柱がなく子房に柱頭が直接乗った形になる種（ケシ科など）もある。

## 位置
雌蕊はほとんどの花で最も内側の部分を構成する。
多くの花では他の部分（がく、花弁、雄蕊）は雌蕊よりも下の花托についている。この場合子房は他の部分よりも上にあり、子房上位といわれる。
サクラ、モモ、バラなどでは、他の部分は融合して筒状のがく筒を形成する。この場合には子房は、位置的にはがく、花弁、雄蕊より下にあるが、つき方としては上にあると考えられ、このような花は子房周位と呼ばれる。
がく筒が子房と融合し、がくや花弁や雄蕊が子房の上から出ているように見える花は、子房下位と呼ばれる。例としてはリンゴ、ナシ、ウリ科、キク科などがあり、これらではがく筒の付け根が果実のようになるもの（偽果）も多い。
また子房ががく筒に半分ほど埋まっている花は子房中位と呼ばれ、サクラソウなどがある。子房の位置によって果実のでき方も異なり、植物の同定と分類において重要である。

## 系統発生
心皮は根元の子房と先の花柱、柱頭に分化する。心皮は系統発生的には大胞子葉と相同であって葉のような構造に由来すると考えられる（葉が集まったような形をした、ソテツの雌花のようなイメージ）。その過程については諸説あるが、要約すれば、心皮が折りたたまれ、あるいは複数が融合（合生）して内部に空洞（子房室）を作り、胚珠のつく部分（胎座）がその内側にできたということになる。
これは、シダ植物においては、胞子嚢から放出された胞子が、地上で発芽して前葉体を生じ、ここに卵と精子を形成、その受精によって新たに胞子体（シダの植物体）を形成する、という流れであったものが、以下のような段階を経て現在の状態に至ったものと考えられる。
1. まず、大胞子と小胞子の差が生じ、前者からは雌性前葉体（卵のみを形成）、後者からは雄性前葉体（精子のみを形成）を形成するようになった。
2. 大胞子が胞子葉上、胞子嚢内で発芽するようになった。必然的に小胞子はその近くで発芽せざるを得ない。
3. 大胞子と雌性前葉体、およびその上に形成される幼い植物体を守るために大胞子嚢を保護するための壺状の構造が発達、これが胚珠であり、成熟して種子となる。
4. 胚珠を保護するために大胞子葉がそれを包むように変形した。それにつれて、雄性前葉体は外に閉め出されるので、配偶子を送り届ける構造として花粉管を発達させ、大胞子葉にはその入り口として柱頭が形成された。

これらは、前葉体という生殖に水を必要とする、ひ弱な構造を植物体で守るように進化したものと考えられる。

## 構造の意味
ソテツのような花を見れば、ひとつの花に多数の胞子葉がある形は、特に珍しいものではない。裸子植物はほとんどがそうである。被子植物においては、雌蘂は花の中央に集まっているが、胞子葉に当たる心皮は単一の場合、複数に分かれている場合、複数あるがひとつにまとまっている場合がある。単一の場合はともかく、複数ある形（離生心皮）は、複数がまとまってひとつになった形（合生心皮）よりも、個々の胞子葉が独立しているから、それだけ原始的なものと見なされる。
単一心皮の例にはマメ科やアブラナ科があり、胚珠は2列（心皮の両側）に並ぶ。
合生心皮の例には、花の個体発生過程で実際に融合が起こるものと、先天的に花柱まで融合しているものがある。後者では融合様式に次の2種類がみられる：
- 心皮が周囲またはその近くで融合したもの。ふつう単一の大きな子房室をつくる。スミレなど。
- 心皮が折りたたまれて中心に向かって伸び、外側で融合し、胎座が中央の柱の周りに配列したもの。心皮と同じ数の子房室ができることもあり、花托組織が構造形成に関わることもある。ユリなど。

またさらに、心皮の融合が根元だけで起こり、花柱が分裂したまま（または先の方だけ分裂している）のものもある。

## 裸子植物
裸子植物では心皮に相当する大胞子葉に胚嚢をつけたもので、被子植物の雌蕊のような分化は当然なく、雌蕊でなく大胞子葉というのが普通である。
原始的なソテツでは大胞子葉は普通の葉とよく似た形をしている。イチョウの大胞子葉は2つに分岐した形で、これも普通の葉に似ている。